# Santa Brígida
Santa Brígida település Spanyolországban, Las Palmas tartományban. Santa Brígida Las Palmas de Gran Canaria, Telde, Valsequillo de Gran Canaria, Vega de San Mateo és Teror községekkel határos. Lakosainak száma 18 551 fő (2024).

## Népesség
A település népessége az elmúlt években az alábbi módon változott:
| Lakosok száma | 18 314 | 18 599 | 18 919 | 19 154 | 18 907 | 18 775 | 18 295 | 18 263 | 18 341 | 18 551 |
|               | 2001   | 2004   | 2007   | 2009   | 2012   | 2014   | 2017   | 2019   | 2022   | 2024   |